# Argentina achillea
Argentina achillea är en rosväxtart som först beskrevs av Soják, och fick sitt nu gällande namn av Soják. Argentina achillea ingår i släktet gåsörter, och familjen rosväxter. Inga underarter finns listade i Catalogue of Life.